# Hoàng hậu México

## Hoàng hậu México

### Nhà Iturbide, 1822–1823
| Hình | Tên                                       | Cha                            | Sinh                | Kết hôn             | Trở thành Hoàng hậu                | Đăng quang                                     | Không còn là Hoàng hậu                 | Mất                 | Chồng       |
| ---- | ----------------------------------------- | ------------------------------ | ------------------- | ------------------- | ---------------------------------- | ---------------------------------------------- | -------------------------------------- | ------------------- | ----------- |
|      | Ana María Josefa Ramona de Huarte y Muñiz | Isidro de Huarte y Arrivillaga | 17 tháng 1 năm 1786 | 27 tháng 2 năm 1805 | 19 tháng 5 năm 1822 chồng lên ngôi | 21 tháng 7 năm 1822 tại Catedral Metropolitana | 19 tháng 3 năm 1823 chồng bị phế truất | 21 tháng 3 năm 1861 | Augustine I |

### Nhà Habsburg-Lorraine, 1864–1867
| Hình | Tên              | Cha                                     | Sinh               | Kết hôn             | Trở thành Hoàng hậu                            | Đăng quang                                     | Không còn là Hoàng hậu                 | Mất                 | Chồng         |
| ---- | ---------------- | --------------------------------------- | ------------------ | ------------------- | ---------------------------------------------- | ---------------------------------------------- | -------------------------------------- | ------------------- | ------------- |
|      | Charlotte của Bỉ | Leopold I của Bỉ (Saxe-Coburg và Gotha) | 7 tháng 6 năm 1840 | 27 tháng 7 năm 1857 | 10 tháng 4 năm 1864 tại Catedral Metropolitana | 10 tháng 4 năm 1864 tại Catedral Metropolitana | 15 tháng 5 năm 1867 chồng bị phế truất | 19 tháng 1 năm 1927 | Maximiliano I |

## Vợ của vua México trên danh nghĩa

### Nhà Iturbide, 1823–1866
| Hình | Tên                                       | Cha                            | Sinh                | Kết hôn             | Trở thành Hoàng hậu trên danh nghĩa    | Không còn là Hoàng hậu trên danh nghĩa | Mất                 | Chồng                |
| ---- | ----------------------------------------- | ------------------------------ | ------------------- | ------------------- | -------------------------------------- | -------------------------------------- | ------------------- | -------------------- |
|      | Ana María Josefa Ramona de Huarte y Muñiz | Isidro de Huarte y Arrivillaga | 17 tháng 1 năm 1786 | 27 tháng 2 năm 1805 | 19 tháng 3 năm 1823 chồng bị phế truất | 19 tháng 7 năm 1824 chồng bị xử tử     | 21 tháng 3 năm 1861 | Hoàng đế Augustine I |

### Nhà Habsburg-Lorraine-Iturbide, sau 1867
| Hình | Tên                      | Cha                                     | Sinh                 | Kết hôn             | Trở thành Hoàng hậu trên danh nghĩa    | Không còn là Hoàng hậu trên danh nghĩa | Mất                 | Chồng                            |
| ---- | ------------------------ | --------------------------------------- | -------------------- | ------------------- | -------------------------------------- | -------------------------------------- | ------------------- | -------------------------------- |
|      | Charlotte của Bỉ         | Leopold I của Bỉ (Saxe-Coburg và Gotha) | 7 tháng 6 năm 1840   | 27 tháng 7 năm 1857 | 19 tháng 6 năm 1867 chồng bị phế truất | 15 tháng 5 năm 1867 chồng bị xử tử     | 19 tháng 1 năm 1927 | Hoàng đế Maximiliano I           |
|      | Lucy Eleanor Jackson     | Đức cha William Jackson                 | 1 tháng 1, 1862      | 1894                | 1894                                   | 1914? ly hôn                           | 11 tháng 5 năm 1940 | Agustín de Iturbide y Green      |
|      | Mary Louise Kearney      | Chuẩn tướng James Kearney               | 25 tháng 9 năm 1872  | 5 tháng 7 năm 1915  | 5 tháng 7 năm 1915                     | 3 tháng 3 năm 1925 cái chết của chồng  | Tháng 9, 1967       | Agustín de Iturbide y Green      |
|      | Charles de Carriere      | Charles de Carriere                     | 24 tháng 11 năm 1875 | 14 tháng 4 năm 1923 | 3 tháng 3 năm 1925 vợ tham gia         | Tháng 11, 1949                         | Tháng 11, 1949      | Maria Josepha Sophia de Iturbide |
|      | Maria Anna de Franceschi | Johann Karl von Franceschi              | 18 tháng 11 năm 1965 | 22 tháng 9 năm 1990 | 22 tháng 9 năm 1990                    | Đương nhiệm                            |                     | Maximilian von Götzen-Itúrbide   |